# Kysak

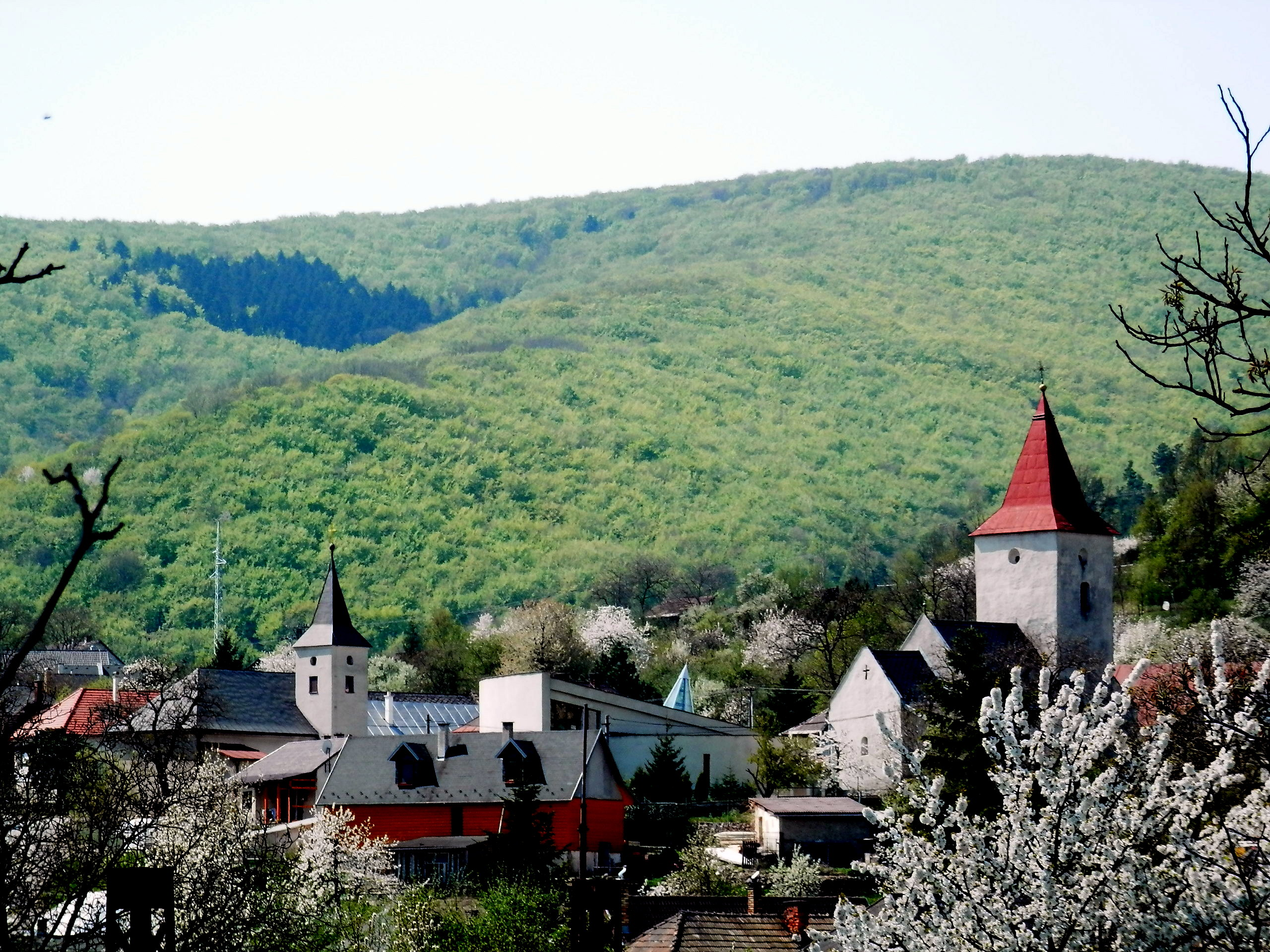
Kysak

Kysak (Hongaars: Sároskőszeg) is een Slowaakse gemeente in de regio Košice, en maakt deel uit van het district Košice-okolie.
Kysak telt 1.409 inwoners.